# Parafia św. Józefa Robotnika w Katowicach
Parafia św. Józefa Robotnika w Katowicach-Józefowcu – rzymskokatolicka parafia z siedzibą w Katowicach, na terenie dzielnicy Wełnowiec-Józefowiec. Jest ona częścią dekanatu Katowice-Załęże w archidiecezji katowickiej. Siedziba parafii znajduje się przy ulicy prof. J. Mikusińskiego 8. Powstała ona 30 grudnia 1920 roku jako kuracja, a erygowana została 1 sierpnia 1925 roku. Obejmuje ona swoim zasięgiem wiernych z Józefowca oraz kolonii Agnieszka. W 2015 roku przynależało do niej około 12 tys. osób.
Kościół parafialny zlokalizowany jest przy ul. prof. J. Mikusińskiego 8. Został on poświęcony 12 listopada 1939 roku, a konsekrowany 30 sierpnia 1964 roku. Parafia zarządza cmentarzem na zbiegu ulic Józefowskiej i Słonecznej, a przy parafii funkcjonuje także dom zakonny Sióstr Córki Bożej Miłości.

## Historia

### Początki
W 1826 roku ks. Józef Beder założył osadę nazwaną od jego imienia Józefowcem. Licząca 145 osób (30 chałup i oberża) wieś należała wraz z sąsiednim Dębem do parafii św. Marii Magdaleny w Chorzowie (Starym). W dniu 28 lutego 1875 roku ks. Leopold Markiefka z Bogucic poświęcił nowy kościół w Dębie, a nabożeństwa odprawiali tam duchowni z Chorzowa.
Tymczasem ludność Dębu i Józefowca wraz z Bederowcem, kolonią Agnieszka i huty Baildon wzrosła do blisko 6500 osób. Łącznie parafia w Chorzowie liczyła blisko 10 tys. osób. 18 sierpnia 1894 roku bp wrocławski Georg Kopp wydał dekret informujący o ustanowieniu parafii Świętych Męczenników Jana i Pawła w Dębie oraz przydzielił ją do dekanatu mysłowickiego. Miały do niej należeć również kolonie: Agnieszki, Huta Baildon, Bederowiec i Józefowiec. Pierwszym proboszczem nowej parafii (i duszpasterzem dla mieszkańców Józefowca) został mianowany ks. Maksymilian Krocker. Z jego inicjatywy powstał w Dębie nowy kościół i plebania.

### Budowa kościoła i powołanie parafii

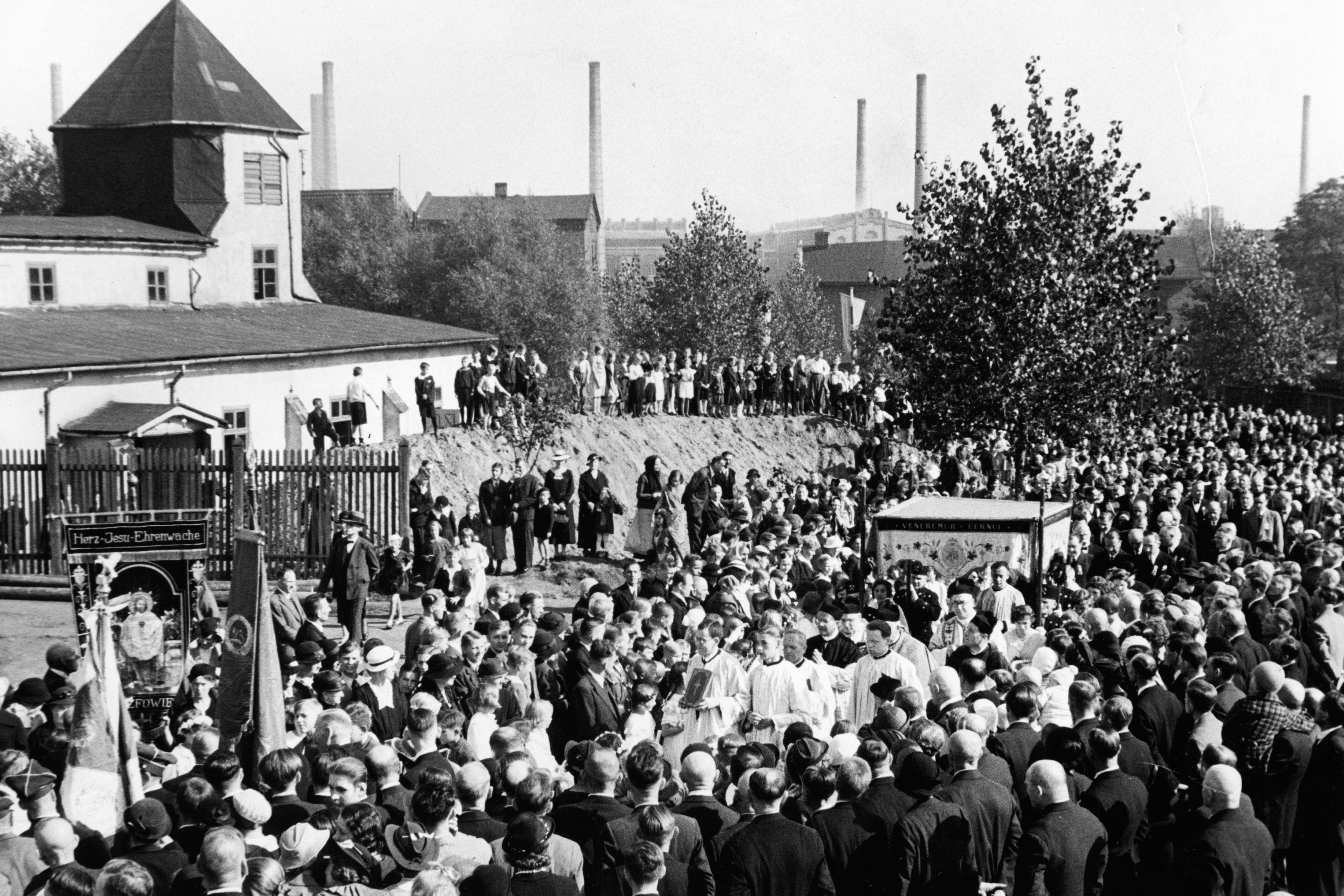
Uroczystość poświęcenia kamienia węgielnego pod kościół św. Józefa Robotnika w 1935 roku; po lewej fragment tymczasowego kościoła

Starania mieszkańców Józefowca o utworzenie w ich osadzie odrębnej parafii trwały od 1895 roku i ukoronowane zostały zgodą na budowę, uzyskaną od ks. Schuberta, który był wtedy proboszczem liczącej już 15 tys. mieszkańców parafii w Dębie. Tymczasowy, drewniany kościół został poświęcony 27 maja 1920 roku przez ks. Józefa Kubisa, proboszcza załęskiej parafii i dziekana mysłowickiego. Świątynia powstała z dawnych baraków według projektu architekta i budowniczego Gustawa Kuczki z Katowic. Nadzór nad budową sprawował architekt Karol Korthals z Dębu. Początkowo nabożeństwa odprawiali księża delegowani z parafii w Dębie: Oskar Schubert, Stanisław Hytrek, Michał Rossol i Wilhelm Schampera. 30 grudnia 1920 roku ks. Stanisław Hytrek został ustanowiony dekretem Kurii bpiej we Wrocławiu pierwszym kuratusem na Józefowcu. Nowa kuracja liczyła 7600 wiernych. W osadzie zamieszkał on dopiero 1 kwietnia 1922 roku. Po nim stanowisko kuratusa objęli kolejno księża: Ludwik Czardybon (od 2 lipca 1922 roku) i Paweł Michatz (od 25 października 1922 roku) – dotychczasowy starszy wikary przy parafii św. Szczepana w Bogucicach, który już 28 lipca 1923 roku poświęcił i oddał do użytku nowy cmentarz parafialny.
Kuracja w Józefowcu została podniesiona do rangi parafii 1 sierpnia 1925 roku, a jej duszpasterz – ks. Dr Paweł Michatz otrzymał 1 września 1925 roku dekret proboszczowski. Do parafii przydzielono także kolonię Agnieszka. Budowę świątyni rozpoczął na wiosnę 1935 roku; kamień węgielny poświęcił ks. bp Teofil Bromboszcz dnia 6 października 1935 roku; benedykcji dokonał kanonik Józef Kubis 12 listopada 1939 roku. Kościół zaprojektowany został przez architekta Jana Kapołkę, budową kierował Karol Przybyła.

### Dalsza działalność parafialna
ks. Michatz odegrał wielką rolę w życiu mieszkańców Józefowca. W czasie II wojny światowej pisał podania do władz okupacyjnych i przechowywał mienie. Z tego powodu był też często wzywany przez Gestapo. Umarł na probostwie 15 maja 1945 roku. Został pochowany w grobie obok kaplicy na cmentarzu parafialnym. Rządy w parafii objął po nim ks. Józef Miczka. Z jego inicjatywy artysta Marchwitz wymalował kościół. 19 listopada 1946 roku dekret na administratora Józefowca otrzymał ks. Maksymilian Kret (Krett). Po rocznych rządach w parafii 24 listopada 1947 roku ks. bp Stanisław Adamski mianował administratorem parafii ks. Józefa Stokowego. Znany był jako doskonały kaznodzieja i cięty w słowie adwersarz w dyskusji. Zmarł 25 lutego 1969 roku.
Na następcę ks. Stokowego ks. bp Herbert Bednorz wyznaczył ks. Bogusława Ochwała, który pracował w parafii blisko trzydzieści lat (1969–1994). Za czasów jego duszpasterstwa powstało przy kościele probostwo i dom katechetyczny, zmodernizowano oświetlenie i założono w kościele centralne ogrzewanie oraz zgodnie z ówczesnymi tendencjami, zmieniono styl wnętrza świątyni. Po złożeniu rezygnacji z urzędu proboszcza wyjechał do pracy do Niemiec – do kościoła filialnego Maria Einsiedel w Gernsheim, gdzie trzy lata później zmarł na zawał serca. Został on pochowany na józefowskim cmentarzu. Następcą ks. Ochwała został ks. Andrzej Maślanka. Rozpoczął on gruntowny remont kościoła. W 1997 roku wyjechał do pracy misyjnej na Alaskę – do parafii przy kościele pw. św. Józefa w Nome w diecezji Fairbanks. Obecnie proboszczem józefowskiej parafii jest ks. Zenon Drożdż.

## Proboszczowie
- ks. Stanisław Hyrtek – kuratus (1920–1922)[5],
- ks. Ludwik Czardybon – kuratus (1922)[5],
- ks. Paweł Michatz – administrator (1922–1925); proboszcz (1925–1945)[5],
- ks. Józef Miczka – administrator (1945–1946)[5],
- ks. Maksymilian Kret – administrator (1946–1947)[5],
- ks. Józef Stokowy – administrator (1947–1957); proboszcz (1957–1969)[5],
- ks. Bogusław Ochwał – administrator (1969–1994)[5],
- ks. Andrzej Maślanka – administrator (1994–1995); proboszcz (1995–1997)[5],
- ks. Zenon Dróżdż – administrator (1997–1998); proboszcz (1998-2022)[10][5].
- ks. Tomasz Kusz (administrator 2022-2024); proboszcz (2024-)[11]

## Działalność duszpasterska
Parafia św. Józefa Robotnika w 2015 roku liczyła około 12 tys. wiernych. Przy parafii funkcjonuje także dom zakonny Sióstr Córki Bożej Miłości, położony przy ulicy Bytomskiej 15, a także parafia zarządza cmentarzem przy ulicy Józefowskiej, założonym 28 lipca 1923 roku. Przy parafii funkcjonują następujące grupy parafialne: Oaza, Oaza Rodzin, ministranci, Dzieci Maryi, Krąg Biblijny, chór Święta Cecylia, Eucharystyczny Ruch Młodych, Franciszkański Zakon Świeckich, Apostolstwo Dobrej Śmierci i Grupa Modlitewna.
W kościele parafialnym w niedziele i święta odprawianych jest sześć mszy świętych, natomiast w tygodniu trzy. Ponadto odprawiane są różnego typu nabożeństwa. Odpust parafialny odbywa się w niedzielę po 1 maja każdego roku.

## Zasięg parafii
Pierwotnie do parafii św. Józefa Robotnika przynależeli wierni z Józefowca i kolonii Agnieszka. Pierwsza korekta granic parafii nastąpiła w 1946 roku z wełnowiecką parafią Najświętszej Maryi Panny Wspomożenia Wiernych. Mieszkańcom zamieszkującym przekazane wełnowieckiej parafii ulice dano wówczas trzy lata wolnego wyboru miejsca ślubu, pogrzebu i chrztu. Kolejne przekazanie części ulic do wełnowieckiej parafii nastąpiło w 1981 roku. Obecnie do parafii przynależą następujące ulice Katowic: Alfreda, Bytkowska, Bytomska, I. Daszyńskiego, Jodłowa, Józefowska, T. Kotlarza, Krzyżowa, prof. J. Mikusińskiego, F. Nowowiejskiego, Oświęcimska, T. Patalonga, J. Pietrusińskiego, E. Plater, Promienna, S. Rożanowicza, Słoneczna, Szczecińska, ks. P. Ściegiennego i Walecznych.